# Општина Калвини (Бузау)
Калвини (рум. Calvini) општина је у Румунији у округу Бузау.
Oпштина се налази на надморској висини од 320 m.